# Gert Jakobs
Gert Jakobs (* 29. April 1964 in Emmen (Drenthe)) ist ein ehemaliger niederländischer Radrennfahrer.

## Sportliche Laufbahn
Jakobs war im Straßenradsport aktiv und von 1985 bis 1993 Berufsfahrer. Als Amateur gewann er 1983 die Ronde van Limburg und eine Etappe der Schweden-Rundfahrt. 1984 gewann er einen Tagesabschnitt in der Olympia’s Tour, 1985 die Ronde van Groningen sowie den Omloop van de Braakman. Als Profi holte er 1987 einen Etappensieg in der Dänemark-Rundfahrt, 1989 in der Vuelta a Aragón. 1988 und 1990 gewann er mit seinen Teams das Mannschaftszeitfahren Eindhoven. Dazu kamen einige Siege in Kriterien. 1993 wurde er Dritter in der Acht van Chaam. Jakobs bestritt alle Grand Tours.
| Grand Tour            | 1986 | 1987 | 1988 | 1989 | 1990 | 1991 | 1992 | 1993 |
| --------------------- | ---- | ---- | ---- | ---- | ---- | ---- | ---- | ---- |
| Vuelta a EspañaVuelta | –    | –    | –    | –    | 114  | 114  | 136  | 112  |
| Giro d’ItaliaGiro     | 111  | –    | –    | –    | –    | –    | –    | –    |
| Tour de FranceTour    | –    | DNF  | 145  | 136  | 140  | –    | –    | 127  |